# 경운궁 양이재
경운궁 양이재(慶運宮 養怡齋)는 대한제국 광무 9년(1905년)에 세워진 건물이다. 2006년 9월 19일 대한민국의 등록문화재 제267호로 지정되었다.
덕수궁의 건물인데 일제강점기 경복궁의 전각들과 함께 곳곳으로 흩어 졌다가 복원 되었다.

## 개요
초기에는 함희당(咸喜堂)이란 건물과 연결되어 있었다. 원래 건물은 정면 7칸, 측면 4칸으로 구성된 규모로, 내부에는 온돌방과 마루, 누마루가 있었으며, 지붕에는 양성 바름에 용두(龍頭)를 써서 격조를 높였다. 
함희당은 1960년에 헐렸으나, 양이재 뒷편에 복도가 일부 남아 있다.
이 건물은 원래는 일제강점기 직전까지 귀족의 자제 교육을 전담하던 수학원으로 쓰였는데, 일제 강점기인 1912년 성공회 한국교구가 이를 임대하여 쓰다가 1920년에 매입한 후 건물을 옮겼다. 
한 때 성공회 서울교구청으로 사용되었으나, 2006년 9월 19일 등록문화재로 지정되면서 리모델링을 실시하였다. 현재 양이재는 주교관으로서 서울교구장의 집무실로 사용되고 있다. 이 건물 바로 옆에는 주한 영국대사관, 성공회 서울교구청, 서울주교좌성당이 위치해 있다.

## 같이 보기
- 성공회 서울교구
- 서울주교좌성당
- 덕수궁

## 참고 자료
- 경운궁 양이재 - 국가유산청 국가유산포털